# ワルがきベソかき大戦争
『ワルがきベソかき大戦争』（ワルがきベソかきだいせんそう）は、原作：岸本けいこ、漫画：堺紀世による日本の漫画作品、およびそれを表題作とした漫画短編集。『なかよし』（講談社）1983年10月号に掲載された。

## 書誌情報
- 岸本けいこ・堺紀世 『ワルがきベソかき大戦争』 講談社〈講談社コミックスなかよし〉、1984年4月6日第1刷発行、ISBN 4-06-108467-4
  - 表題作のほか、「押忍! みなみちゃん」「友だちひとりふえるかな…」「春風とヘアバンドと」「編み編みマイハート」の4作品を収録。